# Rhipidoglossum kamerunense
Rhipidoglossum kamerunense là một loài thực vật có hoa trong họ Lan. Loài này được (Schltr.) Garay miêu tả khoa học đầu tiên năm 1972.